# Ferrovia Romford-Upminster
La ferrovia Romford-Upminster è una linea ferroviaria britannica che collega i sobborghi di Romford e Upminster.

## Percorso
| Continuation backward |

| Station on track |

|  | Unknown route-map component "ABZgl" | Unknown route-map component "CONTfq" |

| Stop on track |

| Unknown route-map component "CONTgq" + Unknown route-map component "unCONTgq" | Unknown route-map component "ABZg+r" + Unknown route-map component "unSTR+r" |  |

| Station on track + Unknown route-map component "unKSTRe" + Unknown route-map component "ulHST" |

| Continuation forward |

## Traffico
Dal 31 maggio 2015 lungo questa linea ferroviaria si articola un servizio di tipo suburbano, costituito dalla relazione Romford-Upminster del servizio London Overground.